# Buenavista, Tlahuiltepa
Buenavista är en ort i Mexiko.   Den ligger i kommunen Tlahuiltepa och delstaten Hidalgo, i den sydöstra delen av landet, 170 km norr om huvudstaden Mexico City. Buenavista ligger 927 meter över havet och antalet invånare är 678.
Terrängen runt Buenavista är huvudsakligen bergig, men norrut är den kuperad. Runt Buenavista är det ganska glesbefolkat, med 39 invånare per kvadratkilometer. Närmaste större samhälle är Chapulhuacán, 19,8 km norr om Buenavista. I omgivningarna runt Buenavista växer i huvudsak blandskog.